# قزل حصار (مقاطعة فامنين)
قزل حصار (بالفارسية: قزل حصار) هي قرية تقع في قسم مفتح الريفي (مقاطعة فامنين) في إيران. يقدر عدد سكانها بـ 123 نسمة بحسب إحصاء 2016.